# Mai Sơn, Tương Dương
Mai Sơn là một xã thuộc huyện Tương Dương, tỉnh Nghệ An, Việt Nam.
Xã Mai Sơn có diện tích 94,37 km², dân số năm 1999 là 2.062 người, mật độ dân số đạt 22 người/km².